# Idioma khoekhoe
El idioma khoekhoe (designación oficial khoekhoegowab), también denominado históricamente nama y hotentote, es una lengua khoisan, la que tiene más hablantes y se extiende por un territorio mayor. Pertenece a la familia khoe, y se habla en Namibia, Botsuana y Sudáfrica por tres grupos étnicos, los nàmá, damara y haiǁom. 
Parece que los damara tomaron el lenguaje junto con los nama, en Botsuana, y que emigraron a Namibia por separado de los nama. Los haiǁom, que habían hablado una lengua juu, más tarde pasaron a hablar khoekhoe. Georg Friedrich Wreede fue el primer europeo que estudió el idioma, después de llegar a Ciudad del Cabo en 1659. De acuerdo con Ethnologue, había 270 000 hablantes en 2006.
Khoekhoegowab es lengua nacional en Namibia. En Namibia y Sudáfrica, la radio se emite, entre otros, en este idioma. En Namibia, el khoekhoegowab es uno de los idiomas de enseñanza, desde la primaria hasta la universitaria. 
El khoekhoe tiene 5 vocales y 31 consonantes. 
Algunas frases típicas son:
- ! Gai EET - Buenos días
- ! Gai ǁ HOA - Buenos días
- ! Gai azadas - Buenas noches
- Matisa - ¿Cómo estás?
- ! Gãise re gu - Adiós
- ! Haese mugus - Nos vemos pronto